# Dianthus karami
Dianthus karami är en nejlikväxtart som först beskrevs av Carl Ludwig von Blume och Pierre Edmond Boissier, och fick sitt nu gällande namn av Mout. Dianthus karami ingår i släktet nejlikor, och familjen nejlikväxter. Inga underarter finns listade i Catalogue of Life.